# NGC 1823
NGC 1823 je otvoreni skup u zviježđu Stolu. 

## Vanjske poveznice
- SEDS: NGC 1823